# Фидлер, Режё
Режё Фидлер (венг. Fiedler Rezső; 14 июня 1884 — 1940) — венгерский рабочий и политик, один из основателей Венгерской коммунистической партии и народный комиссар военных дел Венгерской Советской Республики.

## Биография
Фидлер родился в католической семье рабочих. 11 октября 1898 года он был арестован за мелкую кражу и провёл один день под стражей. В 1900 году он вступил в профсоюз работников металлургической промышленности и Социал-демократическую партию Венгрии. С 1910 по 1912 года он занимал должность секретаря партии в Араде.
Он участвовал в Будапештской забастовке, состоявшейся 23 мая 1912 года, в ходе которой произошли события, известные как «Красный кровавый четверг». В связи с этим он был внесён в чёрный список.
С 1914 по 1916 года он принимал участие в Первой мировой войне. Затем был направлен на Липтовский завод боеприпасов, где работал в качестве специалиста. В этот период он занимался распространением антивоенной пропаганды и организовывал забастовки в 1918 году.
Он участвовал в создании Венгерской коммунистической партии и стал членом первого Центрального комитета. Также он работал в газете Vörös Ujság.
В период существования Советской Республики он занимал должность заместителя комиссара по труду и благосостоянию в Правящем совете. Также он был организатором Венгерской Красной армии и членом Центрального комитета союзного управления и Национального собрания Советов.
В июле 1919 года он командовал корпусом в Секешфехерваре.
После падения Советской республики он эмигрировал в Чехословакию, где стал секретарём профсоюза «Красный железный рудник» и руководителем Чехословацкой коммунистической партии. После этого он занимался партийной работой на Украине в 1922 году и во Франции в 1923 году. Затем он некоторое время жил в Германии, а в 1928 году переехал в Москву, где стал директором завода. В 1934 году его назначили директором Машиностроительного техникума.
В 1938 году он был арестован в ходе Большого террора и был расстрелян в 1940 году.